# 通卡河
通卡河（羅馬化：Tünkhen gol，羅馬化：reká Tunká）是俄羅斯聯邦布里亞特共和國通卡区境内的河流，屬於伊爾庫特河的右支流，河道全長60公里，流域面積811平方公里，發源自東薩彥嶺，河水主要來自雨水和融雪，每年十月至翌年五月結冰。